# Marele Premiu al Franței din 2019
Marele Premiu al Franței din 2019 (cunoscut oficial ca Formula 1 Pirelli Grand Prix de France 2019) a fost o cursă auto de Formula 1 ce s-a desfășurat pe 23 iunie 2019 pe Circuitul Paul Ricard din Le Castellet, Franța. Cursa a fost cea de-a opta etapă a Campionatului Mondial de Formula 1 din 2019, fiind pentru a cincizeci și noua oară când s-a desfășurat o etapă de Formula 1 în Franța.

## Calificări
Calificările au avut loc pe 22 iunie 2019, începând cu ora locală 15:00 (UTC+2), ora 16:00 EEST.
| Poz.                  | Nr. | Pilot              | Constructor               | Timpi calificări | Timpi calificări | Timpi calificări | Grila finală |
| Poz.                  | Nr. | Pilot              | Constructor               | Q1               | Q2               | Q3               | Grila finală |
| --------------------- | --- | ------------------ | ------------------------- | ---------------- | ---------------- | ---------------- | ------------ |
| 1                     | 44  | Lewis Hamilton     | Mercedes                  | 1:30,609         | 1:29,520         | 1:28,319         | 1            |
| 2                     | 77  | Valtteri Bottas    | Mercedes                  | 1:30,550         | 1:29,437         | 1:28,605         | 2            |
| 3                     | 16  | Charles Leclerc    | Ferrari                   | 1:30,647         | 1:29,699         | 1:28,965         | 3            |
| 4                     | 33  | Max Verstappen     | Red Bull Racing-Honda     | 1:31,327         | 1:30,099         | 1:29,409         | 4            |
| 5                     | 4   | Lando Norris       | McLaren-Renault           | 1:30,989         | 1:30,019         | 1:29,418         | 5            |
| 6                     | 55  | Carlos Sainz Jr.   | McLaren-Renault           | 1:31,073         | 1:30,319         | 1:29,522         | 6            |
| 7                     | 5   | Sebastian Vettel   | Ferrari                   | 1:31,075         | 1:29,506         | 1:29,799         | 7            |
| 8                     | 3   | Daniel Ricciardo   | Renault                   | 1:30,954         | 1:30,369         | 1:29,918         | 8            |
| 9                     | 10  | Pierre Gasly       | Red Bull Racing-Honda     | 1:31,152         | 1:30,421         | 1:30,184         | 9            |
| 10                    | 99  | Antonio Giovinazzi | Alfa Romeo Racing-Ferrari | 1:31,180         | 1:30,408         | 1:33,420         | 10           |
| 11                    | 23  | Alexander Albon    | Scuderia Toro Rosso-Honda | 1:31,445         | 1:30,461         | N/A              | 11           |
| 12                    | 7   | Kimi Räikkönen     | Alfa Romeo Racing-Ferrari | 1:30,972         | 1:30,533         | N/A              | 12           |
| 13                    | 27  | Nico Hülkenberg    | Renault                   | 1:30,865         | 1:30,544         | N/A              | 13           |
| 14                    | 11  | Sergio Pérez       | Racing Point-BWT Mercedes | 1:30,964         | 1:30,738         | N/A              | 14           |
| 15                    | 20  | Kevin Magnussen    | Haas-Ferrari              | 1:31,166         | 1:31,440         | N/A              | 15           |
| 16                    | 26  | Daniil Kveat       | Scuderia Toro Rosso-Honda | 1:31,564         | N/A              | N/A              | 19           |
| 17                    | 8   | Romain Grosjean    | Haas-Ferrari              | 1:31,626         | N/A              | N/A              | 16           |
| 18                    | 18  | Lance Stroll       | Racing Point-BWT Mercedes | 1:31,726         | N/A              | N/A              | 17           |
| 19                    | 63  | George Russell     | Williams-Mercedes         | 1:32,789         | N/A              | N/A              | 20           |
| 20                    | 88  | Robert Kubica      | Williams-Mercedes         | 1:33,205         | N/A              | N/A              | 18           |
| Regula 107%: 1:36,888 |     |                    |                           |                  |                  |                  |              |
| Sursa:                |     |                    |                           |                  |                  |                  |              |

Note
- ^1 ^2 – Daniil Kveat și George Russell au plecat de pe ultimele poziții de pe grilă pentru schimbările multiple ale motorului.

## Cursa
Cursa a avut loc pe 23 iunie 2019, începând cu ora locală 15:00 (UTC+2), ora 16:00 EEST, și a durat 53 de tururi.
| Poz.                                                                | Nr. | Pilot              | Constructor               | Tururi | Timp/Retras | Puncte |
| ------------------------------------------------------------------- | --- | ------------------ | ------------------------- | ------ | ----------- | ------ |
| 1                                                                   | 44  | Lewis Hamilton     | Mercedes                  | 53     | 1:24:31,198 | 25     |
| 2                                                                   | 77  | Valtteri Bottas    | Mercedes                  | 53     | +18,056s    | 18     |
| 3                                                                   | 16  | Charles Leclerc    | Ferrari                   | 53     | +18,985s    | 15     |
| 4                                                                   | 33  | Max Verstappen     | Red Bull Racing-Honda     | 53     | +34,905s    | 12     |
| 5                                                                   | 5   | Sebastian Vettel   | Ferrari                   | 53     | +62,796s    | 11     |
| 6                                                                   | 55  | Carlos Sainz Jr.   | McLaren-Renault           | 53     | +95,462s    | 8      |
| 7                                                                   | 7   | Kimi Räikkönen     | Alfa Romeo Racing-Ferrari | 52     | +1 tur      | 6      |
| 8                                                                   | 27  | Nico Hülkenberg    | Renault                   | 52     | +1 tur      | 4      |
| 9                                                                   | 4   | Lando Norris       | McLaren-Renault           | 52     | +1 tur      | 2      |
| 10                                                                  | 10  | Pierre Gasly       | Red Bull Racing-Honda     | 52     | +1 tur      | 1      |
| 11                                                                  | 3   | Daniel Ricciardo   | Renault                   | 52     | +1 tur      |        |
| 12                                                                  | 11  | Sergio Pérez       | Racing Point-BWT Mercedes | 52     | +1 tur      |        |
| 13                                                                  | 18  | Lance Stroll       | Racing Point-BWT Mercedes | 52     | +1 tur      |        |
| 14                                                                  | 26  | Daniil Kveat       | Scuderia Toro Rosso-Honda | 52     | +1 tur      |        |
| 15                                                                  | 23  | Alexander Albon    | Scuderia Toro Rosso-Honda | 52     | +1 tur      |        |
| 16                                                                  | 99  | Antonio Giovinazzi | Alfa Romeo Racing-Ferrari | 52     | +1 tur      |        |
| 17                                                                  | 20  | Kevin Magnussen    | Haas-Ferrari              | 52     | +1 tur      |        |
| 18                                                                  | 88  | Robert Kubica      | Williams-Mercedes         | 51     | +2 tururi   |        |
| 19                                                                  | 63  | George Russell     | Williams-Mercedes         | 51     | +2 tururi   |        |
| Ab                                                                  | 8   | Romain Grosjean    | Haas-Ferrari              | 44     | Abandon     |        |
| Cel mai rapid tur: Sebastian Vettel (Ferrari) – 1:32,740 (turul 53) |     |                    |                           |        |             |        |
| Sursa:                                                              |     |                    |                           |        |             |        |

| Loc    | 1  | 2  | 3  | 4  | 5  | 6 | 7 | 8 | 9 | 10 | CMRT |
| Puncte | 25 | 18 | 15 | 12 | 10 | 8 | 6 | 4 | 2 | 1  | 1    |

Note
- ^3 – Daniel Ricciardo a terminat pe locul 7, dar a primit două penalizări a câte 5 secunde, una pentru părăsirea pistei câștigând astfel un avantaj, și una pentru reintrarea periculoasă pe pistă.

## Clasamentele campionatelor după cursă
|  | Poz. | Pilot            | Puncte |
|  | ---- | ---------------- | ------ |
|  | 1    | Lewis Hamilton   | 187    |
|  | 2    | Valtteri Bottas  | 151    |
|  | 3    | Sebastian Vettel | 111    |
|  | 4    | Max Verstappen   | 100    |
|  | 5    | Charles Leclerc  | 87     |

|  | Poz. | Constructor           | Puncte |
|  | ---- | --------------------- | ------ |
|  | 1    | Mercedes              | 338    |
|  | 2    | Ferrari               | 198    |
|  | 3    | Red Bull Racing-Honda | 137    |
|  | 4    | McLaren-Renault       | 40     |
|  | 5    | Renault               | 32     |

- Notă: În ambele clasamente sunt prezentate doar primele cinci locuri.